# Académie finlandaise des sciences
L'Académie finlandaise des sciences (en finnois Suomalainen Tiedeakatemia, en latin :  Academia Scientiarum Fennica, en anglais : Finnish Academy of Science and Letters) est une société savante finlandaise fondée en 1908 par les fennomanes en contrepartie finnoise de l'Académie finlandaise des sciences suédophone créée en 1838.

## Activités
Le but principal de l'Académie est de promouvoir la recherche scientifique et de servir de lien entre les personnes engagées dans la recherche de pointe. Elle compte actuellement plus de 700 membres finlandais et 180 membres externes, des universitaires nommés en reconnaissance de leurs réalisations. L'Académie organise des réunions, des discussions et des manifestations éducatives, et produit également des publications scientifiques ; elle émet des commentaires sur des questions de recherche et des sujets sociétales ; elle prend ainsi une part active à la planification à long terme de la politique scientifique. L'Académie distribue chaque année quelque deux millions d'euros de subventions, principalement à de jeunes chercheurs.
L'Académie publie un yearbook. Elle publie également des périodiques scientifiques, parmi lesquels les Annales Academiæ Scientiarum Fennicæ, les Folklore Fellows’ Communications, les Kannanottoja (« Statments of Opinion »). L'Académie accorde également des bourses à de jeunes chercheurs finlandais, y compris des bourses post-doctorales permettant à des jeunes docteurs finlandais de faire un séjour d'un an à l'étranger.
Elle décerne des prix, parmi lesquels le prix de l'Académie, le prix Eino Jutikkala d'histoire, le prix Vilho Väisälä en sciences, le prix Pro Scientia.

## Siège
Son bâtiment principal situé au 5, rue Mariankatu dans le quartier de Kruununhaka a été conçu par Jean Wik et Theodor Decker et construit en 1841.

## Membres
L'académie a 328 sièges ; quand un membre atteint 65 ans, son siège est libéré mais il demeure membre à vie. Les sièges sont répartis en deux sections.

### Section des Sciences
Les 189 sièges sont répartis comme suit :
- Mathématiques et Informatique 28 membres ;
- Physique et Astronomie 26 membres ;
- Géosciences 24 membres ;
- Chimie 21 membres ;
- Biologie 22 membres ;
- Agriculture et Sylviculture 22 membres ;
- Médecine 46 membres.

### Section des Humanités
Les 139 sièges sont répartis comme suit :
- Théologie et Religion 11 membres ;
- Philosophie et Esthétique 12 membres ;
- Psychologie et Pédagogie 14 membres ;
- Histoire et Archéologie 17 membres ;
- Études finno-ougriennes 17 membres ;
- Linguistique 21 membres ;
- Jurisprudence 18 membres ;
- Sciences humaines et sociales 29 membres.